# Mokrous
Mokrous – osiedle typu miejskiego w Rosji, w obwodzie saratowskim. W 2010 roku liczyło 6731 mieszkańców.